# Chlorodynerus castrorum
Chlorodynerus castrorum är en stekelart som först beskrevs av Blüthgen 1954.  Chlorodynerus castrorum ingår i släktet Chlorodynerus och familjen Eumenidae. Inga underarter finns listade i Catalogue of Life.